# ليلي عثمان آدامز
ليلي عثمان آدامز هي رسامة كندية، ولدت في 1865 في تورونتو في كندا، وتوفي بنفس المكان في 1945.